# یواس‌اس انترپرایز (سی‌وی‌ان-۶۵)
| یواس‌اس انترپرایز (سی‌وی‌ان-۶۵)                                 | یواس‌اس انترپرایز (سی‌وی‌ان-۶۵)              |
| ------------------------------------------------------------ | ----------------------------------------- |
| یواس‌اس انترپرایز (سی‌وی‌ان-۶۵) در حال رفتن به سمت اقیانوس اطلس |                                           |
| اطلاعات کلی                                                  |                                           |
| برگرفته از نام                                               | ناو یو اس اس اینتر پرایز                  |
| نوع کشتی                                                     | ناو هواپیمابر                             |
| کلاس                                                         | انتر پرایز                                |
| کشور سازنده                                                  | ایالات متحده آمریکا                       |
| تاریخ به آب اندازی                                           | ۲۲ سپتامبر ۱۹۶۰                           |
| ورود به ناوگان                                               | ۲۵ نوامبر ۱۹۶۱                            |
| مشخصات                                                       |                                           |
| طول کشتی                                                     | ۱٬۱۲۳ فوت (۳۴۲ متر)                       |
| پهنای بدنه                                                   | ۱۳۲٫۸ فوت (۴۰٫۵ متر) ۲۵۷٫۲ فوت (۷۸٫۴ متر) |
| ارتفاع ستون                                                  | ۳۹ فوت (۱۲ متر)                           |
| بارگیری استاندارد                                            | ۹۴٬۷۸۱ تن                                 |
| ضخامت زره دور کشتی                                           | -                                         |
| ضخامت زره عرشه کشتی                                          | -                                         |
| زره برج جنگ‌افزار                                             | -                                         |
| سرعت                                                         | ۳۳٫۶ گره دریایی                           |
| جنگ‌افزارها                                                   |                                           |
| توپخانه                                                      | ۴ توپ قدرتمند بخار                        |
| جنگ الکترونیک                                                | AN/SLQ-32 Mark 36 SRBOC                   |
| سرنوشت                                                       |                                           |

یواس‌اس انترپرایز (سی‌وی‌ان-۶۵) اولین ناو هواپیمابر اتمی جهان بود که با نام مستعار «بیگ‌ای» نیز شناخته می‌شد. این ناو بلندترین از نوع خود می‌باشد. این ناو در ۱ سپتامبر ۲۰۱۲، پس از ۵۱ سال خدمت در ارتش آمریکا بازنشسته‌شده‌است. دلیل این موضوع پایان عمر رآکتور هسته‌ای و هزینه های بالای نگهداری آن بود. انترپرایز بزرگترین ناو هواپیمابر جهان است که با سوخت هسته‌ای کار می‌کرد. طول این شناور ۳۴۲ متر بود و در سال ۱۹۵۲ با هزینه ۴۵۱ میلیون دلار ساخته شد. حدود ۴۶۰۰ نفر از جمله ۲۵۰ خلبان در این شناور جنگی مستقر بودند.
قوای پیش‌برنده این ناو هواپیمابر را هشت رآکتور اتمی وستینگ‌هاوس تأمین می‌کرد و حداکثر سرعت آن به ۶۲ کیلومتر بر ساعت می‌رسید. راکتورهای آن از نسل اول راکتورهای اتمی بود که قابلیت بازیافت و خارج نمودن از این ناو را نداشت و همین موضوع سبب اوراق کردن این ناو در سال ۲۰۱۶ گردید. انترپرایز در بسیاری از جنگ‌ها از جمله جنگ آمریکا علیه عراق در سال‌های ۱۹۹۱ و ۲۰۰۳ مشارکت داشت. این ناو به وزن ۸۵ هزار تن به همراه شناورهای نظامی همراهش در میان تدابیر شدید امنیتی روز ۱۶ فروردین ۱۳۹۱ از کانال سوئز به مقصد خلیج فارس عبور کرد.
و در ۱۰ اردیبهشت ۱۳۹۱ از خلیج فارس خارج شد
درخواست‌هایی برای تبدیل این ناو جنگی به موزه مطرح شده بود اما بعد از محاسبه هزینه نگهداری از رآکتور هسته‌ای آن، این اقدام غیرممکن ارزیابی شد.
سرانجام ناو یو اس اس انترپرایز روز شنبه ۱۱ آذر ۱۳۹۱ به خدمت قابل توجه ۵۱ ساله خود در نیروی دریایی آمریکا، طی یک مراسم تشریفاتی که در ایستگاه نیروی دریایی نورفولک در ایالت ویرجینیا برگزار شد، پایان بخشید.

## حوادث

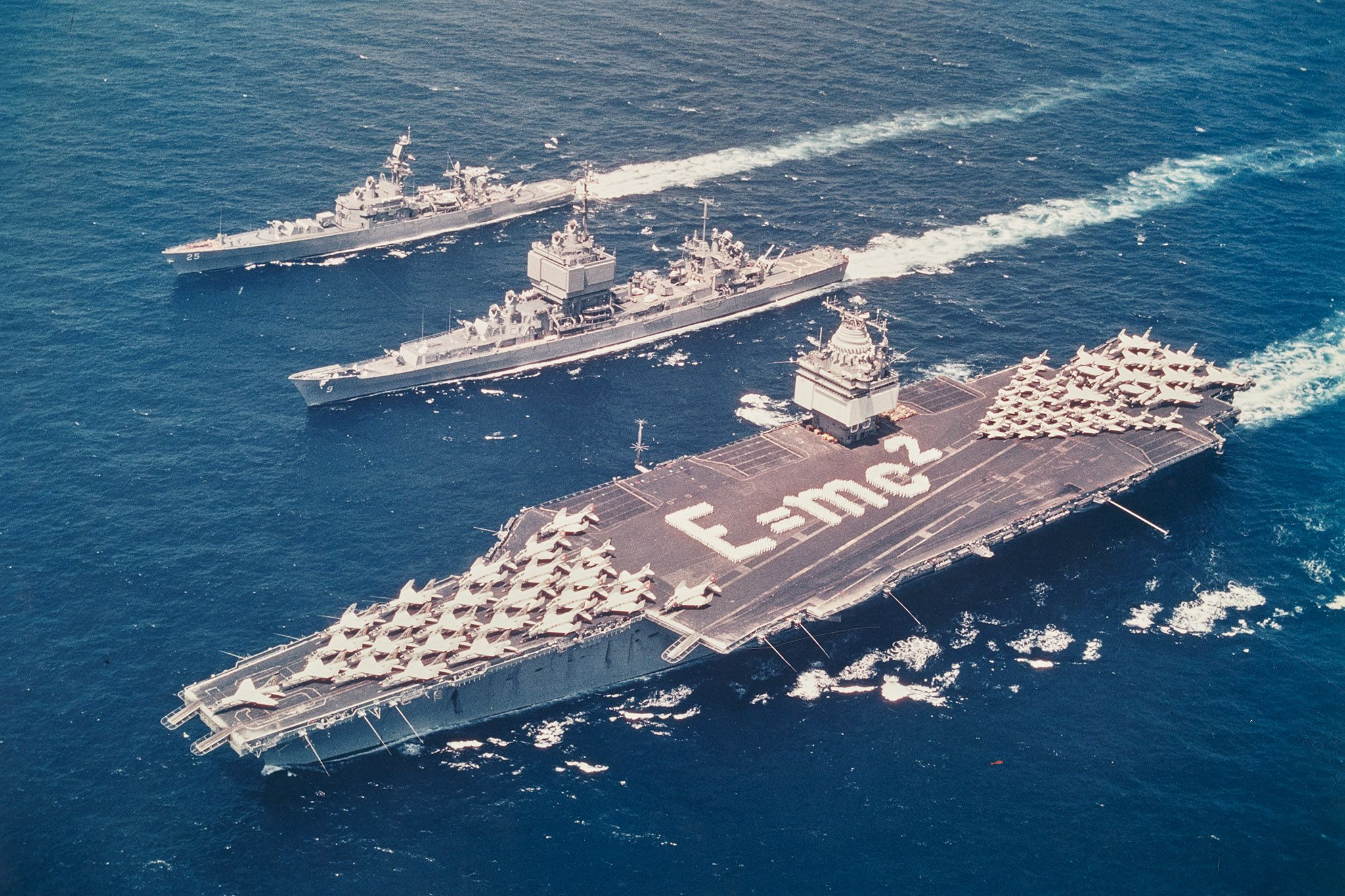
انترپرایز در کنار یواس‌اس لانگ بیچ (سی‌جی‌ان-۹) اولین شناور اتمی جهان و یواس‌اس بینبریج (سی‌جی‌ان-۲۵)نخستین ناو شکن اتمی تاریخ در سال ۱۹۶۴

۲۰ دسامبر ۱۹۶۹ این ناو در حال انجام اولین مأموریت خود در سواحل ویتنام بود و خدمه در حال مسلح کردن ۱۲ فروند جنگنده فانتوم و (ای-۶) و (ای-۷) بودند. زمانی که مشغول نصب راکت بر روی یک فروند (اف-۴) شدند، در اثر سهل انگاری، یک عدد راکت جنگی از روی هواپیما سقوط کرده و پس از برخورد به عرشه دچار انفجار می‌گردد. انفجار راکت باعث انفجار ۴ تُن مهمات بارگذاری شده بر روی (اف ۴) و ۳ پالت حامل مهمات که در نزدیکی هواپیما قرار داشت می‌شود. در پی این انفجار، آتش سوزی ایجاد شده و موج آن به سایر هواپیماهای آماده پرواز نیز که کاملا با مهمات و سوخت بارگیری شده بودند می رسد و این امر باعث انفجار آن ها و گسترش آتش سوزی می گردد. در اثر این انفجار حفره بزرگی روی عرشه پروازی ایجاد شده و از همان‌ نقطه آتش به طبقات زیرین سرایت می کند. در آن زمان ناو برای پشتیبانی از عملیات ویتنام اعزام شده بود و حدود ۹۰ فروند هواپیمای جنگنده در آن حضور داشتند. به جهت استفاده سریع، هواپیماها با حداکثر ظرفیت ناو بارگیری شده و مملو از سوخت و مهمات بودند. این آتش‌سوزی با مدیریت و ابتکار عمل فرمانده ناو مانع از یک فاجعه بزرگ می‌شود؛ چرا که اگر آتش به انبار مهمات و مخازن سوخت که صدها هزار گالن سوخت در آن ذخیره بود می‌رسید، آنگاه فاجعه واقعی رقم می‌خورد. همچنین با توجه به وجود راکتورهای اتمی در این ناو، انفجار کامل آن می‌توانست یک فاجعه زیست‌ محیطی را رقم بزند.

در این حادثه ۱۱۳ نفر کشته و مجروح و ۱۵ فروند هواپیمای جنگنده نیز منهدم شدند.